# Bishop (шлюзовой модуль)
Nanoracks Bishop  — коммерческий воздушный шлюз, разработанный компанией Nanoracks. Предназначен для развертывания с борта герметичной космической станции во внешний вакуум кубсатов, малых спутников и других внешних полезных нагрузок для НАСА, Центра развития науки в космосе (CASIS) и других коммерческих и государственных заказчиков. 
Название относится к шахматной фигуре слона, которая движется по диагонали.
6 декабря 2020 года запущен в составе SpaceX CRS-21, а 22 декабря 2020 года  пристыкован к модулю Транквилити американского сегмента МКС. 

## Конструкция
Шлюз представляет собой алюминиевую конструкцию в форме колпака с герметичным объёмом около 4 м³, которая крепится к левому стыковочному узлу модуля «Транквилити». Снаружи шлюз не имеет люков, вместо этого рука Канадарм2 подключается к одному из двух его захватов, чтобы пристыковывать и отстыковывать его от порта станции, а зажимы и механизмы по краям обеспечивают герметизацию. 
Пока шлюз пристыкован к станции, он герметичен и позволяет космонавтам закреплять внутри полезную нагрузку. Затем люк порта закрывают, откачивают из него воздух и с помощью роботизированной руки на внешней стороне космической станции производят захват и отсоединение его от порта, придавая пусковому устройству направление, в котором требуется запустить спутники. После запуска полезной нагрузки или окончания научных экспериментов в вакууме шлюз устанавливается на прежнее место. Предусмотрен второй захват, позволяющий перемещать воздушный шлюз и его содержимое по главной ферме.

## Мусоропровод
В 2022 году у шлюза появилась новая полезная функция, не предполагавшаяся при его создании: утилизация мусора. Каждый участник экипажа генерирует на станции примерно по 600 кг отходов в год, поэтому задача утилизации мусора стоит довольно остро. Созданный для её решения компанией Nanoracks контейнер позволяет за один раз и «одним нажатием кнопки» выбросить из станции до 275 кг мусора, который затем улетает в направлении Земли и полностью сгорает в атмосфере, освобождая столь ценный на борту станции свободный объём. Первое испытание этого устройства состоялось в июле 2022 года.

## Примечания

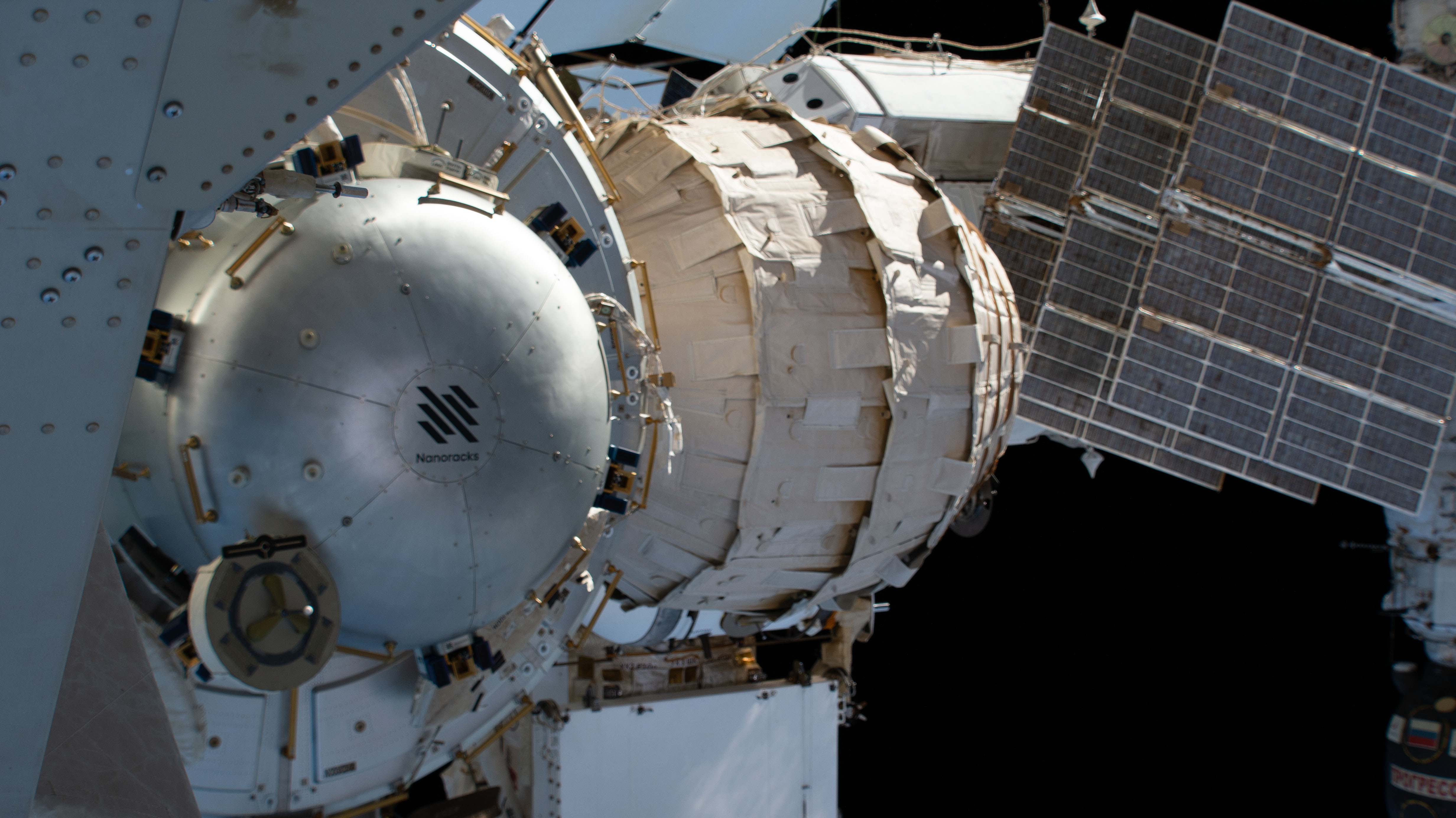
Bishop (слева) и BEAM (в центре) на МКС